# Little Black Submarines
Little Black Submarines is een nummer van de Amerikaanse band The Black Keys. Het nummer verscheen op hun album El Camino uit 2011. Op 8 oktober 2012 werd het nummer uitgebracht als de vijfde en laatste single van het album.

## Achtergrond
"Little Black Submarines" begint als een akoestisch nummer voordat het in de tweede helft overschakelt naar een hardrockarrangement. Het nummer werd oorspronkelijk geschreven door gitarist Dan Auerbach en producer Brian Burton. De band nam "vier of vijf" verschillende versies van het nummer op, voordat zij het speelden op een akoestische manier. Er was ook een hardere versie van het nummer opgenomen, maar aangezien de groep vond dat het "niet compleet werkte", werd de harde versie achter de akoestische versie geplakt.
"Little Black Submarines" werd na de uitgave vergeleken met het geluid van Led Zeppelin. Het nummer werd een grote radiohit in de Verenigde Staten en Canada, waarin het de tweede plaats in respectievelijk de Alternative Songs-lijst en de Alternative Rock and Active Rock-lijst behaalde. Het tijdschrift Rolling Stone zette het nummer op de achttiende plaats van beste nummers van 2011. In 2012 zetten de lezers van het tijdschrift het nummer op de negende plaats van beste nummers van dat jaar.
De videoclip van het nummer werd opgenomen in de Springwater Supper Club and Lounge, een bar in Nashville, Tennessee, en werd geregisseerd door Danny Clinch. Een aantal fans van de band werden uitgenodigd om te figureren in deze clip, voordat de band een volledig concert voor deze fans speelde. Oorspronkelijk zou de clip een verhaallijn bevatten, maar dit idee werd vervangen door een optreden. De clip ging uiteindelijk op 4 september 2012 in première.

## Hitnoteringen

### Single Top 100
| Positie | 79 | 77 | 87 | uit | 87 | uit | 97 | uit |

### NPO Radio 2 Top 2000
| Nummer met noteringen in de NPO Radio 2 Top 2000 | '14  | '15 | '16 | '17 | '18 | '19 | '20 | '21 | '22 | '23 | '24 |
| ------------------------------------------------ | ---- | --- | --- | --- | --- | --- | --- | --- | --- | --- | --- |
| Little Black Submarines                          | 1318 | 801 | 427 | 442 | 554 | 567 | 648 | 645 | 593 | 632 | 626 |

1. ↑  Een vetgedrukt getal geeft de hoogste notering aan.
2. ↑  2014 was het eerste jaar met een notering voor dit nummer.